# Against
Az Against a Sepultura nevű brazil metalegyüttes hetedik nagylemeze, amely 1998 augusztusában jelent meg a Roadrunner Records gondozásában. Ez volt az első Sepultura-album, amelyen Derrick Green énekes hallható, aki az alapító tag Max Cavalera énekes/gitárost váltotta. Az album dalait Brazíliában és több különböző kaliforniai stúdióban rögzítették Howard Benson producerrel, aki korábban a Motörhead és különböző hardcore zenekarok lemezein dolgozott. Az album a 82. helyet szerezte meg a Billboard 200 lemezeladási listán.
A zenekar rajongótábora kettészakadt Max Cavalera kiválása után, nehezen fogadták el az új frontembert. Pedig az Against folytatta a sikeres Roots album vonalát a törzsi hatású groove metal és a hardcore ötvözésével. A Kamaitachi című dalban a Kodo nevű japán tradicionális ütősegyüttes szerepel, a Hatred Aside-ban pedig a Metallica akkori basszusgitárosa, Jason Newsted gitározik és énekel vendégként. A lemezre felkerült F.O.E. címmel az 1971-es Száguldás a semmibe című filmben hallható Freedom of Expression című Jimmy Bowen-szám feldolgozása.
1999 májusában a Sepultura a Metallica előzenekara volt annak brazil mini-turnéján, majd a Slayert kísérték az Egyesült Államokban.

## Az album dalai
|     | Cím                                | Hossz |
| --- | ---------------------------------- | ----- |
| 1.  | Against                            | 1:54  |
| 2.  | Choke                              | 3:36  |
| 3.  | Rumors                             | 3:04  |
| 4.  | Old Earth                          | 4:28  |
| 5.  | Floaters in Mud                    | 4:58  |
| 6.  | Boycott                            | 3:10  |
| 7.  | Tribus                             | 1:39  |
| 8.  | Common Bonds                       | 2:58  |
| 9.  | F.O.E. (Jimmy Bowen-feldolgozás)   | 2:08  |
| 10. | Reza (feat. João Gordo)            | 2:16  |
| 11. | Unconscious                        | 3:37  |
| 12. | Kamaitachi (feat. Kodo)            | 3:03  |
| 13. | Drowned Out                        | 1:28  |
| 14. | Hatred Aside (feat. Jason Newsted) | 5:13  |
| 15. | T3rcermillennium                   | 3:56  |

| 16. | Gene Machine/Don't Bother Me (Bad Brains-feldolgozás) | 2:51 |
| 17. | Prenúncio (feat. Coffin Joe)                          | 5:10 |

## Közreműködők
- Derrick Green – ének
- Andreas Kisser – gitár
- Paulo Jr. – basszusgitár
- Igor Cavalera – dob, ütőhangszerek

Vendégzenészek
- João Gordo (Ratos de Porão) – ének a Reza című dalban
- Jason Newsted (Metallica) – baritongitár, teremin és ének a Hatred Aside című dalban
- Kodo – japán tradicionális ütősegyüttes a Kamaitachi című dalban
- José Mojica Marins alias Coffin Joe a Prenúncio című dalban